# Mombrier
Mombrier – miejscowość i gmina we Francji, w regionie Nowa Akwitania, w departamencie Żyronda.
Według danych na rok 1990 gminę zamieszkiwały 363 osoby, a gęstość zaludnienia wynosiła 85 osób/km² (wśród 2290 gmin Akwitanii Mombrier plasuje się na 826. miejscu pod względem liczby ludności, natomiast pod względem powierzchni na miejscu 1469.).